# Madagassische Volleyballnationalmannschaft der Frauen
Die madagassische Volleyballnationalmannschaft der Frauen ist die Auswahl madagassischer Volleyballspielerinnen, welche die Fédération Malagasy de Volleyball (FMVB) auf internationaler Ebene, beispielsweise in Freundschaftsspielen gegen die Auswahlmannschaften anderer nationaler Verbände, aber auch bei internationalen Wettbewerben repräsentiert. 1964 trat der nationale Verband dem Weltverband Fédération Internationale de Volleyball (FIVB) bei. Im August 2012 wurde die Mannschaft nicht in der Weltrangliste geführt.

## Internationale Wettbewerbe

### Madagaskar bei Weltmeisterschaften
Die Mannschaft konnte sich bisher nicht für eine Weltmeisterschaft qualifizieren.

### Madagaskar bei Olympischen Spielen
Bisher gelang es der Mannschaft nicht, sich für die olympischen Wettbewerbe zu qualifizieren.

### Madagaskar bei Afrikameisterschaften
Die Mannschaft kann bisher eine Teilnahme an der Afrikameisterschaft vorweisen:
| - 1976: nicht qualifiziert - 1985: nicht qualifiziert - 1987: nicht qualifiziert - 1989: nicht qualifiziert - 1991: 7. Platz - 1993: nicht qualifiziert - 1995: nicht qualifiziert - 1997: nicht qualifiziert | - 1999: nicht qualifiziert - 2001: nicht qualifiziert - 2003: nicht qualifiziert - 2005: nicht qualifiziert - 2007: nicht qualifiziert - 2009: nicht qualifiziert - 2011: nicht qualifiziert |

### Madagaskar bei den Afrikaspielen
Madagaskars Volleyballnationalmannschaft der Frauen nahm bisher einmal an den Wettbewerben der Afrikaspiele teil: Das Ergebnis aus dem Jahr 1991 ist jedoch nicht bekannt.

### Madagaskar beim World Cup
Madagaskar kann bisher keine Teilnahme am World Cup – dem Qualifikationsturnier für die Olympischen Spiele – vorweisen.

### Madagaskar beim World Grand Prix
Der World Grand Prix fand bisher ohne madagassische Beteiligung statt.